# Broadspeed

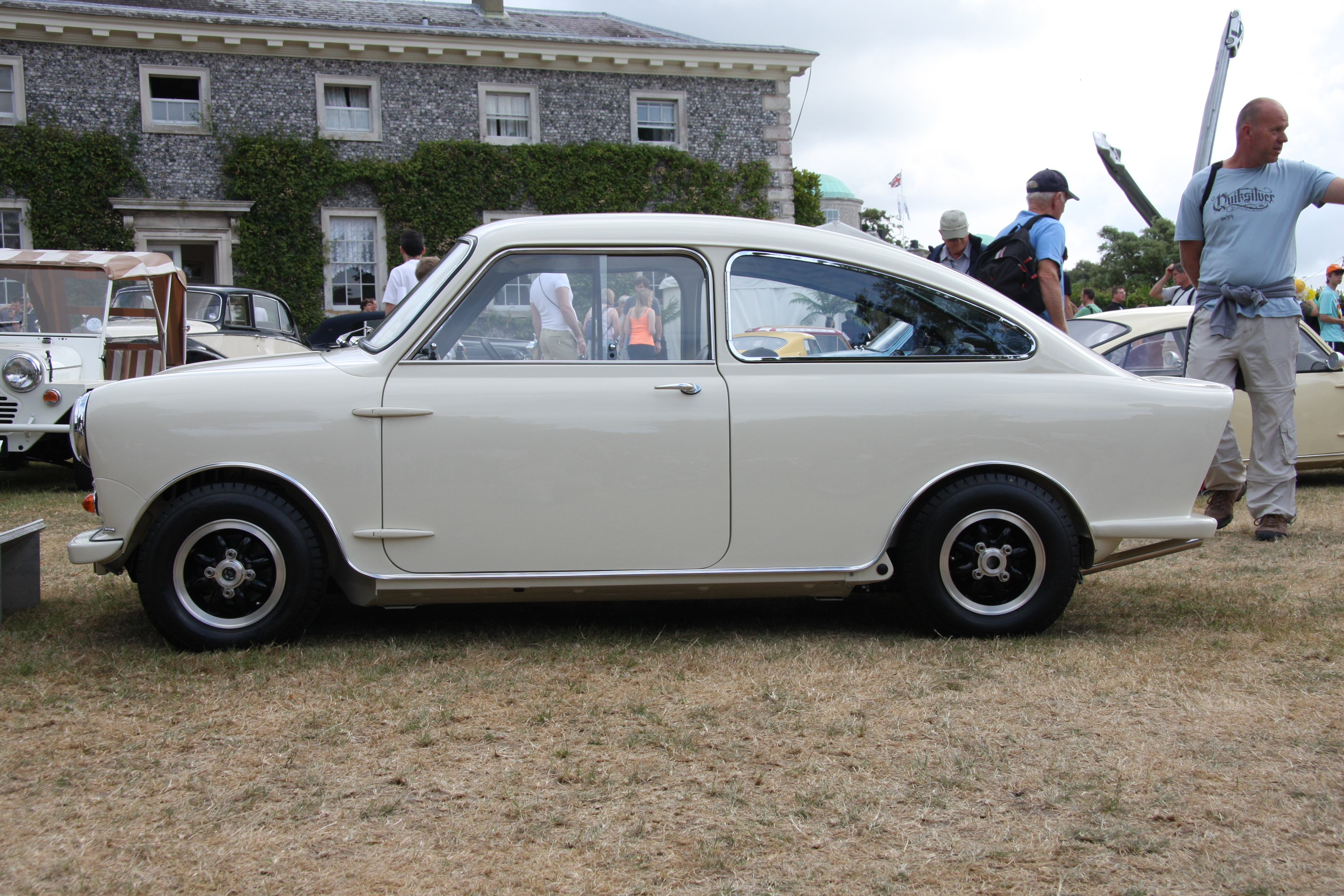
Broadspeed von 1965

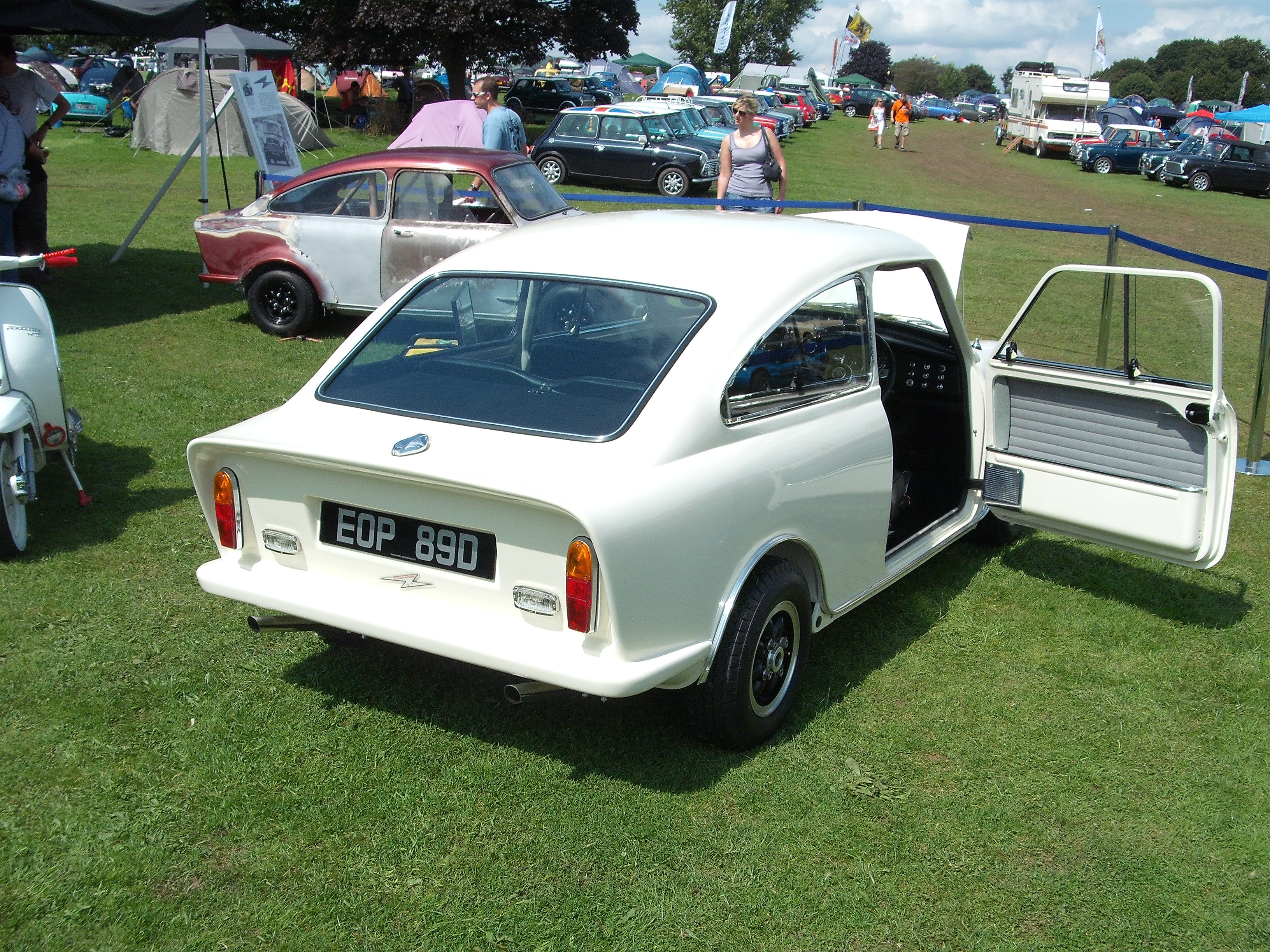
Heckansicht

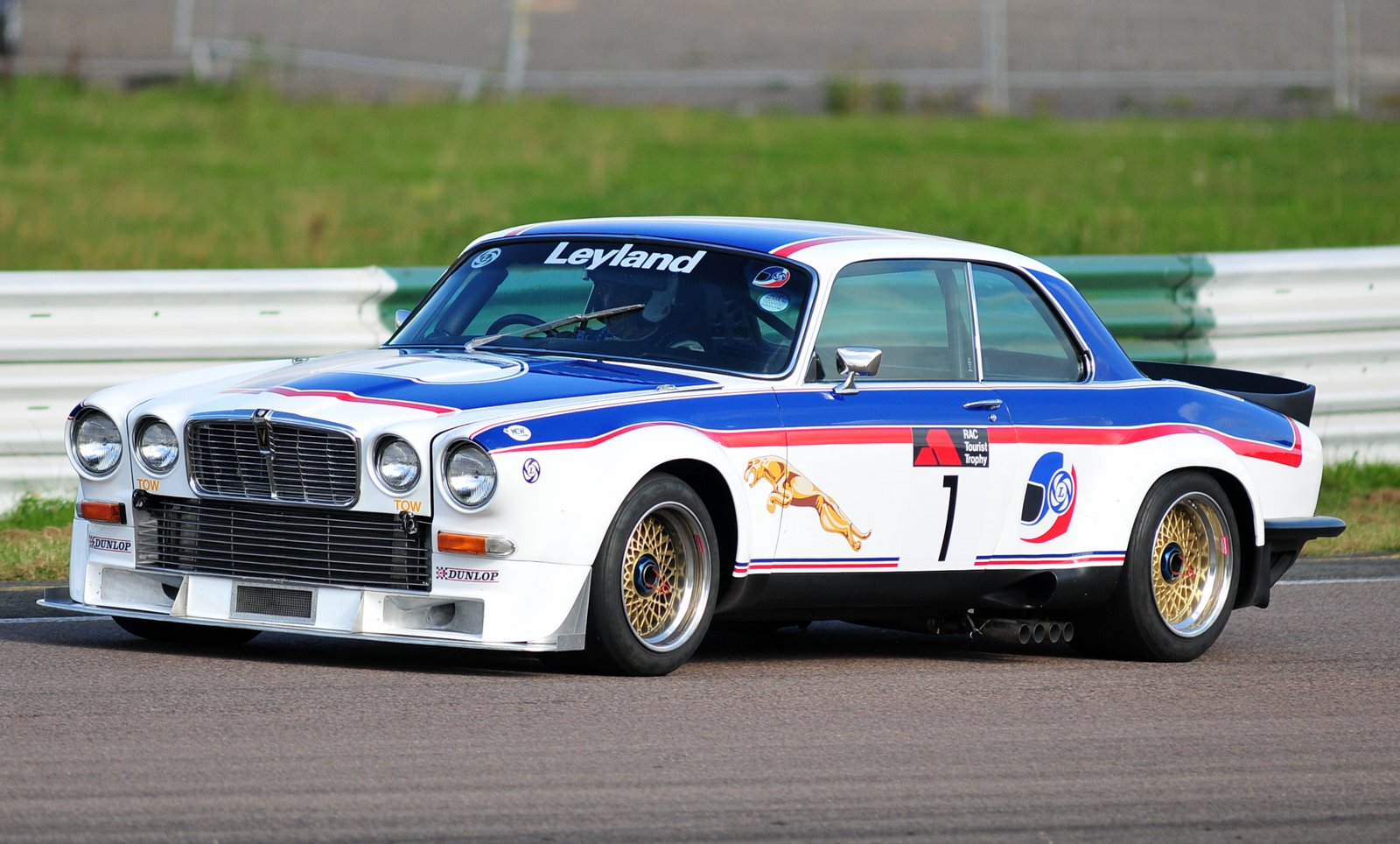
Ein von Broadspeed präparierter Jaguar XJ im Rennsport

Broadspeed Engineering Limited bzw. Broadspeed Limited war ein britischer Hersteller von Automobilen und Tuner.

## Unternehmensgeschichte
Der Firmensitz befand sich in Sparkbrook bei Birmingham. In den 1960er Jahren war das Unternehmen im Rennsport aktiv. Von 1966 bis 1968 bzw. von 1965 bis 1969 stellte es Automobile her, die Ralph Broad entworfen hatte. Der Markenname lautete Broadspeed. Insgesamt entstanden je nach Quelle 21 oder 28 Fahrzeuge. Als Tuningbetrieb war das Unternehmen noch in den 1970er Jahren aktiv und brachte einen Turbolader für Ford Capri und Ford Granada auf den Markt.

## Fahrzeuge
Im Angebot standen die Modelle GT und GTS, die sich bezüglich des Motors unterschieden. Die Basis bildete der Mini. Die Coupé-Karosserie bot Platz für 2 + 2 Personen. Im GTS leistete der Vierzylindermotor 140 PS.